# Римские победные титулы

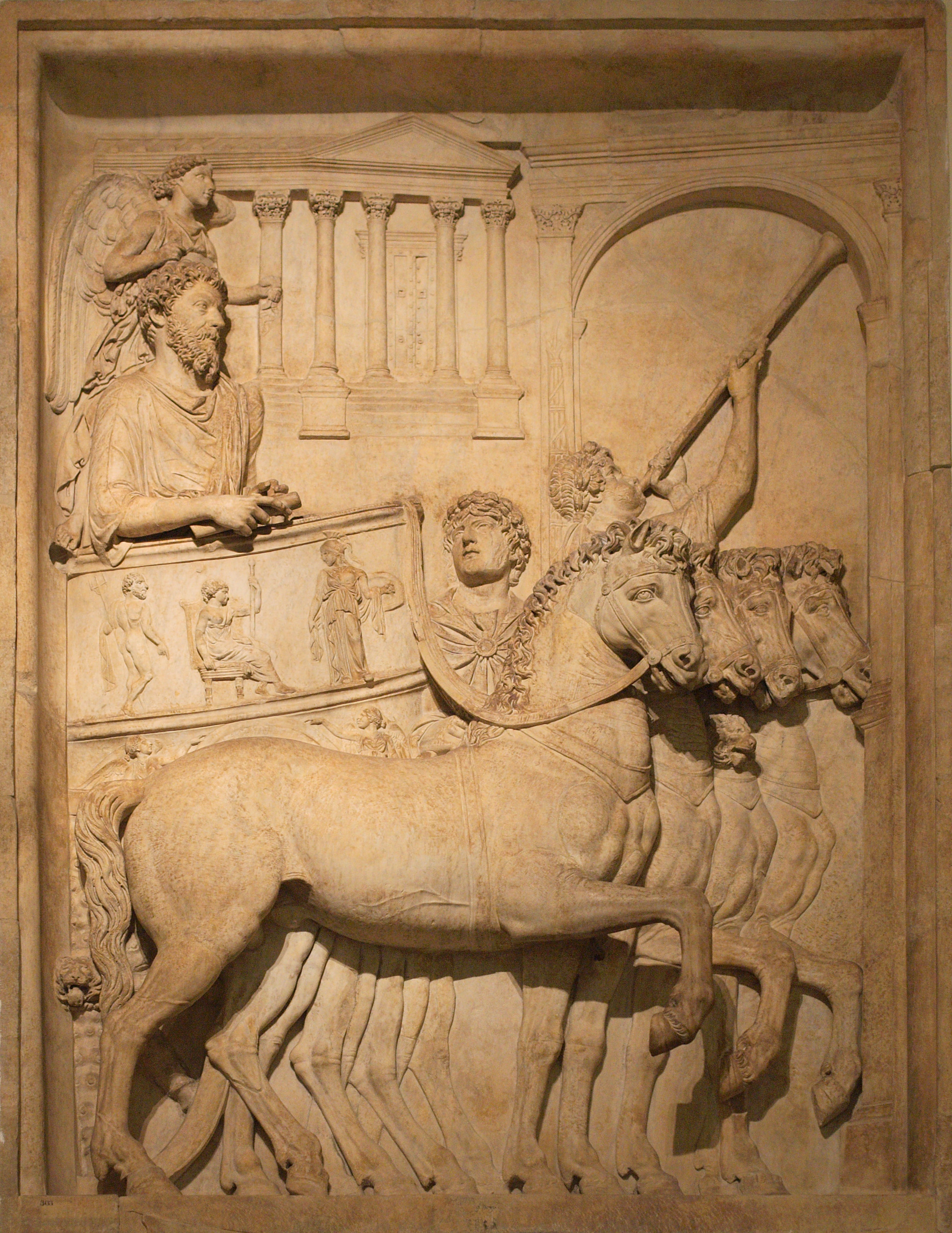
Барельеф, высеченный в честь побед Марка Аврелия над сарматами и маркоманнами

Римские императорские победные титулы (лат. Cognomina ex virtute) — почётные нарицательные титулы в Древнем Риме, дававшиеся военачальнику (в республиканский период) или римскому императору после военной победы.
Названия титулов происходили от имени народа, который был покорён или над которым одержали победу. Иногда титул превращался в когномен (к примеру, Квинт Фабий Максим Аллоброгик, одержавший победу над аллоброгами). Если достигнутая победа была решающей в текущей войне, то добавлялся ещё почётный титул «Maximus» (рус. Великий, величайший). Так же давались титулы, характеризующие самого полководца — «Pius» (рус. Благочестивый), «Felix» (рус. Удачливый). Эта традиция получила развитие и в других странах, в том числе в царской России (см. «Почётные прозвания в России»).

## Республиканский период
Ниже даны в хронологическом порядке все получаемые в республиканский период титулы и их носители.
| Республиканский консул          | Титул                                   | Год принятия         | Изображение на монетах | Битва/война/побежденный народ в честь чего был получен титул |
| ------------------------------- | --------------------------------------- | -------------------- | ---------------------- | ------------------------------------------------------------ |
| Авл Постумий Альбин             | «Регильский» (Regillensis)              | 499 или 496 до н. э. |                        | Битва при Регильском озере                                   |
| Публий Корнелий Сципион         | «Африканский» (Africanus)               | 201 до н. э.         |                        | 2-я Пуническая война/битва при Заме                          |
| Луций Корнелий Сципион          | «Азиатик» (Asiaticus)                   | 190 до н. э.         |                        | Сирийская война/битва при Магнезии                           |
| Луций Эмилий Павел              | «Македонский» (Macedonicus)             | 168 до н. э.         |                        | 3-я Македонская война/битва при Пидне                        |
| Квинт Цецилий Метелл            | «Македонский» (Macedonicus)             | 146 до н. э.         |                        | 4-я Македонская война                                        |
| Публий Корнелий Сципион Эмилиан | «Африканский Младший» (Africanus Minor) | 146 до н. э.         |                        | 3-я Пуническая война                                         |
| Децим Юний Брут                 | «Каллаик» (Callaicus)                   | 136 до н. э.         |                        | Война с галликами                                            |
| Квинт Фабий Максим              | «Аллоброгик» (Allobrogicus)             | 121 до н. э.         |                        | Аллоброги/война 125—121 гг. до н. э.                         |
| Квинт Цецилий Метелл            | «Балеарский» (Balearicus)               | 121 до н. э.         |                        | Балеарские острова                                           |
| Луций Цецилий Метелл            | «Далматик» (Dalmaticus)                 | 118 до н. э.         |                        | Война в Далмации в 118 до н. э.                              |
| Квинт Цецилий Метелл            | «Нумидийский» (Numidicus)               | 106 до н. э.         |                        | Югуртинская война                                            |
| Гней Помпей                     | «Великий» (Magnus)                      | 80 до н. э.          |                        | Война с марианцами на Сицилии и в Африке                     |
| Публий Сервилий Ватия           | «Исаврик» (Isauricus)                   | 75 до н. э.          |                        | Исавры                                                       |
| Марк Антоний                    | «Критский» (Creticus)                   | 73/71 до н. э.       |                        | Война Рима с киликийскими пиратами                           |
| Луций Лициний Лукулл            | «Понтийский» (Ponticus)                 | 69 до н. э.          |                        | 3-я Митридатова война/битва при Тигранакерте                 |
| Квинт Цецилий Метелл            | «Критский» (Creticus)                   | 66/65 до н. э.       |                        | Война Помпея с пиратами                                      |

## Имперский период
В имперский период почетные титулы давались почти всем императорам. Однако первым носителем почетного титула стал не император Октавиан Август, а его родственник Децим Клавдий Нерон, одержавший победу на германцами и присоединивший к Римской империи земли до Эльбы. Его сын Германик перенял от отца этот титул, под которым и был известен в истории. Первым императором, принявшим почетный титул как имя нарицательное был Калигула, носивший титул «Германский Величайший». Почетные титулы присваивались императорам даже если они не делали вклад в победу, которую одерживали их военачальники. Часто принятие титулов отмечалось чеканкой специальных монет.

### Адиабенский
Здесь представлен список императоров, принявших титул «Адиабенский».
| Римский император             | Титул                  | Год принятия           | Изображения на монетах | Битва/война/побежденный народ в честь чего был получен титул |
| ----------------------------- | ---------------------- | ---------------------- | ---------------------- | ------------------------------------------------------------ |
| Септимий Север                | Aдиабенский            | 195 год.               |                        | Парфянский поход Септимия Севера                             |
| Каракалла                     | Адиабенский Величайший | 211 год                |                        |                                                              |
| Филипп Араб (?)               | Адиабенский (?)        | 244 год                |                        |                                                              |
| Аврелиан                      | Адиабенский            | 271—272 гг. (?)        |                        |                                                              |
| Диоклетиан и Галерий          | Адиабенский Величайший | 298 год                |                        | Персидский поход Галерия                                     |
| Максимиан и Констанций I Хлор | Aдиабенский Величайший | 298 год                |                        | Персидский поход Галерия                                     |
| Константин I Великий          | Aдиабенский Величайший | приблизительно 315 год |                        |                                                              |
| Констанций II                 | Aдиабенский Величайший | 343 год                |                        |                                                              |

### Африканский
Здесь представлен список императоров, принявших титул «Африканский».
| Римский император | Титул       | Год принятия | Изображения на монетах | Битва/война/побежденный народ в честь чего был получен титул |
| ----------------- | ----------- | ------------ | ---------------------- | ------------------------------------------------------------ |
| Юстиниан I        | Aфриканский | до 534 года  |                        |                                                              |

### Алеманнский
Здесь представлен список императоров, принявших титул «Алеманнский».
| Римский император         | Титул                                      | Год принятия    | Изображения на монетах | Битва/война/побежденный народ в честь чего был получен титул |
| ------------------------- | ------------------------------------------ | --------------- | ---------------------- | ------------------------------------------------------------ |
| Каракалла                 | Алеманнский                                | 213 год         |                        | Война 213 года                                               |
| Крисп                     | Aлеманнский Величайший (ALAMANNIA DEVICTA) | 324 год/325 год | [ 16 ]                 | Война 324—325 годов                                          |
| Константин II             | Aлеманнский Величайший                     | 328 год         | [ 18 ]                 | Война 324—328 годов                                          |
| Констанций II             | Aлеманнский Величайший                     | 355 год         |                        |                                                              |
| Юлиан II Отступник        | Aлеманнский Величайший                     | 357 год         |                        | Битва при Аргенторате                                        |
| Валентиниан I и Валент II | Aлеманнский Величайший                     | перед 369 годом |                        |                                                              |
| Юстиниан I                | Aлеманнский Величайший                     | 527 год         |                        |                                                              |

### Аланский
Здесь представлен список императоров, принявших титул «Аланский».
| Римский император | Титул    | Год принятия | Изображения на монетах | Битва/война/побежденный народ в честь чего был получен титул |
| ----------------- | -------- | ------------ | ---------------------- | ------------------------------------------------------------ |
| Юстиниан I        | Аланский | 527 год      |                        | Иберийская война                                             |

### Арабский
Здесь представлен список императоров, принявших титул «Арабский».
| Римский император    | Титул               | Год принятия                | Изображения на монетах | Битва/война/побежденный народ в честь чего был получен титул |
| -------------------- | ------------------- | --------------------------- | ---------------------- | ------------------------------------------------------------ |
| Септимий Север       | Арабский            | 195 год                     | [ 23 ]                 | Парфянский поход Септимия Севера                             |
| Каракалла            | Арабский Величайший | 211 год                     |                        |                                                              |
| Аврелиан             | Арабский            | 272 год                     |                        |                                                              |
| Константин I Великий | Arabicus            | между 316 годом и 319 годом |                        |                                                              |

### Армянский
Здесь представлен список императоров, принявших титул «Армянский».
| Римский император             | Титул                           | Год принятия                | Изображения на монетах | Битва/война/побежденный народ в честь чего был получен титул |
| ----------------------------- | ------------------------------- | --------------------------- | ---------------------- | ------------------------------------------------------------ |
| Траян                         | Восстановитель армянской власти | 114 год                     | [ 26 ]                 | Парфянский поход Траяна                                      |
| Луций Вер                     | Aрмянский                       | 163 год                     | [ 29 ]                 | Парфянский поход Луция Вера                                  |
| Марк Аврелий                  | Aрмянский                       | 164 год                     | [ 32 ] [ 33 ]          | Парфянский поход Луция Вера                                  |
| Аврелиан                      | Aрмянский                       | 272 год (?)                 |                        |                                                              |
| Диоклетиан и Галерий          | Aрмянский Величайший            | 298 год                     |                        | Персидский поход Галерия                                     |
| Максимиан и Констанций I Хлор | Aрмянский Величайший            | 298 год                     |                        | Персидский поход Галерия                                     |
| Константин I Великий          | Aрмянский Величайший            | между 315 годом и 319 годом |                        |                                                              |

### Британский
Здесь представлен список императоров, принявших титул «Британский».
| Римский император             | Титул                 | Год принятия                         | Изображения на монетах | Битва/война/побежденный народ в честь чего был получен титул |
| ----------------------------- | --------------------- | ------------------------------------ | ---------------------- | ------------------------------------------------------------ |
| Клавдий                       | Британский            | 44 год                               | [ 35 ]                 | Римское завоевание Британии                                  |
| Антонин Пий                   | Британский (?)        | 142 год                              | [ 36 ]                 | Британская кампания Квинта Лоллия Урбика                     |
| Коммод                        | Британский            | в начале 184 года                    | [ 38 ] [ 39 ] [ 40 ]   |                                                              |
| Септимий Север                | Британский Величайший | 209 год или 210 год                  | [ 43 ] [ 44 ]          | Британская кампания Септимия Севера                          |
| Каракалла                     | Британский Величайший | 209 год или 210 год                  | [ 45 ]                 | Британская кампания Септимия Севера                          |
| Аврелиан                      | Британский Величайший | в период между 270 годом и 275 годом |                        |                                                              |
| Карин                         | Британский Величайший | 284 год                              |                        |                                                              |
| Нумериан                      | Британский Величайший | 284 год                              |                        |                                                              |
| Диоклетиан и Галерий          | Британский Величайший | 296 год/297 год                      |                        |                                                              |
| Максимиан и Констанций I Хлор | Британский Величайший | 296 год                              |                        |                                                              |
| Константин I Великий          | Британский Величайший | перед 315 годом                      |                        |                                                              |
| Лициний                       | Британский Величайший | перед 315 годом                      |                        |                                                              |

### Карпский
Здесь представлен список императоров, принявших титул «Карпский».
| Римский император             | Титул               | Год принятия           | Изображения на монетах | Битва/война/побежденный народ в честь чего был получен титул |
| ----------------------------- | ------------------- | ---------------------- | ---------------------- | ------------------------------------------------------------ |
| Филипп Араб                   | Карпский            | приблизительно 245 год | [ 50 ]                 | Войнa 245 года                                               |
| Аврелиан                      | Карпский Величайший | 273 год                |                        | Войнa 273 года                                               |
| Диоклетиан и Галерий          | Карпский Величайший | 297 год                |                        | Войнa 297 года                                               |
| Максимиан и Констанций I Хлор | Карпский Величайший | 297 год                |                        | Войнa 297 года                                               |

### Дакский
Здесь представлен список императоров, принявших титул «Дакский».
| Римский император    | Титул                                   | Год принятия                     | Изображения на монетах | Битва/война/побежденный народ в честь чего был получен титул |
| -------------------- | --------------------------------------- | -------------------------------- | ---------------------- | ------------------------------------------------------------ |
| Траян                | Дакский                                 | 102 год                          | [ 55 ] [ 56 ]          | Войны Траяна с даками                                        |
| Антонин Пий (?)      | Дакский (?)                             | 156 год                          |                        |                                                              |
| Максимин Фракиец     | Дакский Величайший                      | 237 год                          |                        | Войнa 237 года                                               |
| Деций                | Дакский Величайший Восстановитель Дакии | 250 год                          | [ 61 ]                 | Войнa 250 года                                               |
| Галлиен              | Дакский Величайший                      | начало 256 года — конец 257 года |                        | Войнa 256 года                                               |
| Аврелиан             | Дакский Величайший                      | 272 год                          |                        | Войнa 272 года                                               |
| Константин I Великий | Дакский Величайший                      | 336 год                          |                        | Сарматско-алеманнская кампания Константина Великого          |

### Франкский
Здесь представлен список императоров, принявших титул «Франкский».
| Римский император         | Титул                | Год принятия    | Изображения на монетах | Битва/война/побежденный народ в честь чего был получен титул |
| ------------------------- | -------------------- | --------------- | ---------------------- | ------------------------------------------------------------ |
| Проб                      | Франкский            | 277 год/278 год |                        | Войнa 277 года                                               |
| Юлиан II Отступник        | Франкский            | 358 год         |                        |                                                              |
| Валентиниан I и Валент II | Франкский Величайший | перед 369 годом |                        |                                                              |
| Юстиниан I                | Франкский            | 527 год         |                        |                                                              |

### Германский
Здесь представлен список императоров, принявших титул «Германский».
| Римский император                 | Титул                                                  | Год принятия                                    | Изображения на монетах | Битва/война/побежденный народ в честь чего был получен титул |
| --------------------------------- | ------------------------------------------------------ | ----------------------------------------------- | ---------------------- | ------------------------------------------------------------ |
| Германик (под ауспициями Тиберия) | Германский                                             | 14-16 гг.                                       | [ 67 ] [ 67 ]          | Римско-германские войны                                      |
| Калигула                          | Германский (взял титул в честь своего отца Германика)  |                                                 |                        |                                                              |
| Клавдий                           | Германский (взял титул в честь своего брата Германика) | приблизительно 4 год (?)                        | [ 35 ]                 |                                                              |
| Нерон                             | Германский                                             | 50 год                                          | [ 69 ]                 |                                                              |
| Авл Вителлий                      | Германский                                             | 69 год                                          | [ 71 ]                 | Батавское восстание                                          |
| Домициан                          | Германский                                             | после 83 года                                   | [ 73 ]                 | Римско-германские войны                                      |
| Нерва                             | Германский                                             | октябрь 97 года                                 |                        | Римско-германские войны                                      |
| Траян                             | Германский                                             | октябрь 97 года                                 | [ 76 ]                 | Римско-германские войны                                      |
| Антонин Пий                       | Германский                                             | между 140 годом и 144 годом                     |                        |                                                              |
| Марк Аврелий                      | Германский                                             | 15 октября 172 года                             | [ 80 ] [ 80 ] [ 81 ]   | Маркоманская война                                           |
| Марк Аврелий                      | Германский Величайший                                  | начало 178 года/середина 179 года               |                        | Маркоманская война                                           |
| Коммод                            | Германский                                             | 15 октября 172 года                             | [ 84 ]                 | Маркоманская война                                           |
| Коммод                            | Германский Величайший                                  | приблизительно 182 год                          |                        | Маркоманская война                                           |
| Каракалла                         | Германский Величайший                                  | между 200 годом и 208 годом                     | [ 88 ] [ 89 ] [ 90 ]   | Война 213 года                                               |
| Максимин Фракиец                  | Германский Величайший                                  | 235 год                                         | [ 93 ] [ 94 ]          | Война 235 года                                               |
| Филипп Араб                       | Германский Величайший                                  | 245 год                                         |                        | Война 245 года                                               |
| Деций                             | Германский Величайший                                  | 250 год                                         |                        | Война 250 года                                               |
| Валериан I                        | Германский Величайший                                  | 254 год                                         | [ 97 ]                 | Война 254 года                                               |
| Галлиен                           | Германский и Реставратор Галлии                        | 254 год                                         |                        | Война 254 года                                               |
| Галлиен                           | Германский Величайший                                  | 255 год так же возможно или 257 год или 258 год | [ 101 ]                | Война 255—258 годов                                          |
| Постум                            | Германский Величайший                                  | 261 год                                         | [ 104 ]                | Война 261 года                                               |
| Клавдий II                        | Германский Величайший                                  | 268 год                                         |                        | Война 268 года                                               |
| Аврелиан                          | Германский Величайший                                  | 270 год/271 год                                 |                        | Война 270—271 годов                                          |
| Проб                              | Германский Величайший                                  | 278 год                                         | [ 108 ] [ 109 ]        | Война 278 года                                               |
| Марк Аврелий Кар                  | Германский Величайший                                  | 283 год                                         |                        | Война 283 года                                               |
| Нумериан                          | Германский Величайший                                  | 283 год                                         |                        | Война 283 года                                               |
| Марк Аврелий Карин                | Германский Величайший                                  | 283 год                                         |                        | Война 283 года                                               |
| Диоклетиан и Галерий              | Германский Величайший                                  | после 285 года                                  |                        | Война 285—305 годов                                          |
| Максимиан и Констанций I Хлор     | Германский Величайший                                  | примерно в 287 году                             |                        | Война 285—305 годов                                          |
| Лициний                           | Германский Величайший                                  |                                                 |                        |                                                              |
| Константин I Великий              | Германский Величайший                                  | начало 307 года                                 |                        | Сарматско-алеманнская кампания Константина Великого          |
| Крисп                             | Германский Величайший                                  | 319 год                                         |                        |                                                              |
| Константин II                     | Германский Величайший                                  | 332 год                                         |                        | Сарматско-алеманнская кампания Константина Великого          |
| Констанций II                     | Германский Величайший                                  | 358 год (?)                                     |                        | Сарматская кампания Констанция II                            |
| Юлиан II Отступник                | Германский Величайший                                  | 361 год (?)                                     |                        |                                                              |
| Валентиниан I и Валент II         | Германский Величайший                                  | перед 369 годом                                 |                        |                                                              |
| Юстиниан I                        | Германский Величайший                                  |                                                 |                        |                                                              |

### Готский
Здесь представлен список императоров, принявших титул «Готский».
| Римский император             | Титул              | Год принятия                | Изображения на монетах | Битва/война/побежденный народ в честь чего был получен титул |
| ----------------------------- | ------------------ | --------------------------- | ---------------------- | ------------------------------------------------------------ |
| Каракалла                     | Готский            | 215 год                     |                        | Война 215 года                                               |
| Клавдий II                    | Готский Величайший | 269 год                     | [ 119 ]                | Война 269 года                                               |
| Аврелиан                      | Готский Величайший | 271 год/272 год             |                        | Война 271/272 года                                           |
| Марк Клавдий Тацит            | Готский Величайший | 276 год                     | [ 122 ]                | Война 276 года                                               |
| Проб                          | Готский Величайший | 277 год                     |                        | Война 277 года                                               |
| Диоклетиан и Галерий          | Готский Величайший | 298 год                     |                        | Война 298 года                                               |
| Максимиан и Констанций I Хлор | Готский Величайший | 298 год                     |                        | Война 298 года                                               |
| Константин I Великий          | Готский Величайший | 328 год или 329 год         |                        | Сарматско-алеманнская кампания Константина Великого          |
| Константин II                 | Готский Величайший | между 328 годом и 332 годом |                        | Сарматско-алеманнская кампания Константина Великого          |
| Констанций II                 | Готский Величайший | 332 год                     |                        |                                                              |
| Валентиниан I и Валент II     | Готский Величайший | перед 369 годом             |                        |                                                              |
| Юстиниан I                    | Готский Величайший | 527 год                     |                        |                                                              |

### Мидийский
Здесь представлен список императоров, принявших титул «Мидийский».
| Римский император             | Титул                    | Год принятия    | Изображения на монетах | Битва/война/побежденный народ в честь чего был получен титул |
| ----------------------------- | ------------------------ | --------------- | ---------------------- | ------------------------------------------------------------ |
| Луций Вер                     | Мидийский                | 166 год         |                        | Парфянский поход Луция Вера                                  |
| Марк Аврелий                  | Мидийский                | 166 год         |                        | Парфянский поход Луция Вера                                  |
| Проб (?)                      | Мидийский Величайший (?) | 279 год         |                        |                                                              |
| Диоклетиан и Галерий          | Медийский Величайший     | 298 год         |                        | Персидский поход Галерия                                     |
| Максимиан и Констанций I Хлор | Медийский Величайший     | 298 год         |                        | Персидский поход Галерия                                     |
| Константин I Великий          | Медийский Величайший     | перед 315 годом |                        |                                                              |

### Пальмирский
Здесь представлен список императоров, принявших титул «Пальмирский».
| Римский император | Титул                  | Год принятия | Изображения на монетах | Битва/война/побежденный народ в честь чего был получен титул |
| ----------------- | ---------------------- | ------------ | ---------------------- | ------------------------------------------------------------ |
| Оденат            | Пальмирский            | 263 год (?)  |                        | Персидский поход Одената                                     |
| Аврелиан          | Пальмирский Величайший | 272 год      | [ 130 ] [ 131 ]        | Восточная кампания Аврелиана                                 |

### Парфянский
Здесь представлен список императоров, принявших титул «Парфянский».
| Римский император      | Титул                 | Год принятия        | Изображения на монетах | Битва/война/побежденный народ в честь чего был получен титул |
| ---------------------- | --------------------- | ------------------- | ---------------------- | ------------------------------------------------------------ |
| Траян                  | Парфянский            | 116 год             | [ 133 ]                | Парфянский поход Траяна                                      |
| Луций Вер              | Парфянский Величайший | 165 год             | [ 134 ]                | Парфянский поход Луция Вера                                  |
| Марк Аврелий           | Парфянский Величайший | 166 год             | [ 136 ] [ 137 ]        | Парфянский поход Луция Вера                                  |
| Септимий Север         | Парфянский Величайший | 198 год             | [ 140 ]                | Парфянский поход Септимия Севера                             |
| Каракалла              | Парфянский Величайший | 198 год             | [ 141 ] [ 142 ]        |                                                              |
| Александр Север        | Парфянский Величайший | 232 год             |                        | Персидский поход Александра Севера                           |
| Филипп Араб            | Парфянский Величайший | 244 год             |                        |                                                              |
| Галлиен                | Парфянский Величайший | 262 год/263 год (?) |                        | Персидский поход Одената                                     |
| Клавдий II             | Парфянский Величайший | 270 год             |                        |                                                              |
| Аврелиан               | Парфянский            | 272 год/273 год     |                        |                                                              |
| Проб                   | Парфянский Величайший | 279 год             |                        |                                                              |
| Марк Аврелий Кар       | Парфянский            | 283—284 годы        | [ 148 ]                | Персидский поход Кара и Нумериана                            |
| Диоклетиан и Максимиан | Парфянский Величайший | 298 год             |                        | Персидский поход Галерия                                     |

### Персидский
Здесь представлен список императоров, принявших титул «Персидский».
| Римский император                              | Титул                 | Год принятия                | Изображения на монетах | Битва/война/побежденный народ в честь чего был получен титул |
| ---------------------------------------------- | --------------------- | --------------------------- | ---------------------- | ------------------------------------------------------------ |
| Александр Север                                | Персидский            | 232 год                     | [ 150 ] [ 151 ]        | Персидский поход Александра Севера                           |
| Филипп Араб                                    | Персидский Величайший | 244 год                     | [ 152 ]                |                                                              |
| Галлиен                                        | Персидский Величайший | 264—265 гг. (?)             |                        | Персидский поход Одената                                     |
| Аврелиан                                       | Персидский Величайший | 272 год/273 год             |                        |                                                              |
| Проб                                           | Персидский Величайший | 279 год                     |                        |                                                              |
| Марк Аврелий Кар Марк Аврелий Карин и Нумериан | Персидский Величайший | 283 год                     |                        | Персидский поход Кара и Нумериана                            |
| Диоклетиан и Галерий                           | Персидский Величайший | между 295 годом и 298 годом |                        | Персидский поход Галерия                                     |
| Максимиан и Констанций I Хлор                  | Персидский Величайший | 298 год                     |                        | Персидский поход Галерия                                     |
| Константин I Великий                           | Персидский Величайший | до 315 года                 |                        |                                                              |
| Констанций II                                  | Персидский Величайший | 338 год                     |                        |                                                              |

### Сарматский
Здесь представлен список императоров, принявших титул «Сарматский».
| Римский император             | Титул                     | Год принятия                             | Изображения на монетах  | Битва/война/побежденный народ в честь чего был получен титул |
| ----------------------------- | ------------------------- | ---------------------------------------- | ----------------------- | ------------------------------------------------------------ |
| Марк Аврелий                  | Сарматский                | в начале 175 года                        | [ 157 ] [ 158 ] [ 158 ] | Маркоманская война                                           |
| Коммод                        | Сарматский                | в начале 175 года                        | [ 160 ]                 | Маркоманская война                                           |
| Коммод                        | Сарматский Величайший     | 182 год                                  |                         | Маркоманская война                                           |
| Каракалла                     | Сарматский Величайший     | между 200 годом и 208 годом              |                         |                                                              |
| Максимин Фракиец              | Сарматский Величайший     |                                          |                         | Война 237 года                                               |
| Аврелиан                      | Сарматский Величайший     | 270 год (?)                              |                         | Война 270 года                                               |
| Проб                          | Сарматский Величайший     | 282 год (?)                              |                         | Война 282 года (?)                                           |
| Диоклетиан и Галерий          | Сарматский Величайший     | начало 285 года начало 289 года, 294 год | [ 166 ] [ 167 ]         | Война 285—300 годов                                          |
| Максимиан и Констанций I Хлор | Сарматский Величайший     | между 284 годом и 289 годом              | [ 168 ] [ 169 ]         | Война 285—300 годов                                          |
| Лициний                       | Сарматский Величайший     | 310 год (?)                              |                         |                                                              |
| Константин I Великий          | Сарматский Величайший     | между 317 годом и 319 годом              | [ 172 ] [ 173 ]         | Сарматско-алеманнская кампания Константина Великого          |
| Крисп                         | Сарматский Величайший     | 318 год.                                 |                         |                                                              |
| Констант                      | Сарматский Величайший     | 338 год                                  |                         |                                                              |
| Констанций II                 | Сарматский Величайший     | 338 год                                  |                         |                                                              |
| Константин II (?)             | Сарматский Величайший (?) | 338 год (?)                              |                         |                                                              |
| Юлиан II Отступник            | Сарматский Величайший     | до 361 года (?)                          |                         |                                                              |

### Вандальский
Здесь представлен список императоров, принявших титул «Вандальский».
| Римский император | Титул       | Год принятия | Изображения на монетах | Битва/война/побежденный народ в честь чего был получен титул |
| ----------------- | ----------- | ------------ | ---------------------- | ------------------------------------------------------------ |
| Юстиниан I        | Вандальский | 534 год      |                        |                                                              |

### Реставратор мира и Хранитель мира
Здесь представлен список императоров, принявших титул «Реставратор мира и Хранитель мира».
| Римский император                                                            | Титул             | Год принятия        | Изображения на монетах | Битва/война/побежденный народ в честь чего был получен титул |
| ---------------------------------------------------------------------------- | ----------------- | ------------------- | ---------------------- | ------------------------------------------------------------ |
| Валериан I                                                                   | Реставратор мира  | 253—260 гг.         |                        |                                                              |
| Аврелиан                                                                     | Реставратор мира  | 274 год             | [ 177 ]                |                                                              |
| Марк Клавдий Тацит                                                           | Реставратор мира  | 276 год             |                        |                                                              |
| Диоклетиан и Максимиан                                                       | Реставратор мира  | 286 год или 293 год | [ 180 ]                |                                                              |
| Константин I и Лициний (Августы); Крисп, Константин II и Лициний II (Цезари) | Реставраторы мира | 317 год             |                        | Гражданская война 306-324 годов                              |
| Константин I                                                                 | Реставратор мира  | 324 год             |                        | Гражданская война 306-324 годов                              |